# W Piscis Austrini
W Piscis Austrini är en kortperiodisk förmörkelsevariabel av Algol-typ (EA/DS) i stjärnbilden Södra fisken. 
Stjärnan varierar mellan fotografisk magnitud +11,4 och 13,2 med en period av 8,179318 dygn.